# Anadağ
Anadağ (kurdisch Bêrux) ist ein Dorf im Landkreis Şemdinli der türkischen Provinz Hakkâri. Das Dorf liegt im äußersten Südosten der Türkei an der irakischen Grenze, etwa 66 km südwestlich von Şemdinli. Anadağ hatte im Jahr 2000 1.621 Einwohner.
Der frühere Name des Dorfes lautete Beruh. Dieser Name leitet sich von Beth Ruhu ab und ist aramäischen Ursprungs.
Im Frühjahr 1990 wurde der Weiler Mamras, der zu Anadağ gehörte, von einer PKK-Einheit überfallen. Dabei wurden nach Angaben der türkischen Presse drei Frauen getötet.